# O Incrível Kajuru
O Incrível Kajuru foi um programa diário de televisão exibido na extinta TV Esporte Interativo. Era apresentado por Jorge Kajuru, sendo o segundo programa do apresentador na emissora, já que antes ele apresentou o Kajuru Sob Controle., e seu útlimo programa na televisão.

## O programa
No programa, Jorge Kajuru “encarnava” um super-herói cujos superpoderes era falar sem restrições sobre qualquer assunto/tema.
O Incrível Kajuru ficou no ar de abril de 2013 a junho de 2014, quando Kajuru teve de se afastar da televisão por estar concorrendo à Câmara dos Deputados por Goiás (a lei eleitoral obriga os candidatos se retirarem do ar).

## Polêmicas
- Em julho do mesmo ano o apresentador usou as redes sociais para afirmar que havia sido demitido do canal, por exigência de José Maria Marin, presidente da CBF e de Carlos Arthur Nuzman, presidente do COB, já que estes haviam sido alvos de crítica por parte do Kajuru no programa.[6]. Disse ainda ter ficado um ano sem receber pelo blog. Segundo Kajuru, a demissão também teria sido pedida pela agência que cuida da veiculação da propaganda da Sadia. Ao se referir aos assuntos, Kajuru chamou os dois dirigentes de ladrões, no desabafo dado nas redes sociais, em que acusou também a Esporte Interativo de caloteira.[6]
- Em 19 de setembro de 2013, Jorge Kajuru afirmou no programa ter recebido ameaças de morte por parte do governador de Mato Grosso, Silval Barbosa. Ele contou que as ameaças estão relacionadas às denúncias que fez sobre superfaturamento das obras da Copa do Mundo no estado.[7]